# Cosmopterix gomezpompai
Cosmopterix gomezpompai là một loài bướm đêm thuộc họ Cosmopterigidae. Nó được tìm thấy ở Costa Rica.
Con trưởng thành được ghi nhận vào tháng 6. Cánh trước dài 3,2 mm. Loài này được đặt tên theo tiến sĩ Arturo Gómez-Pompa, Đại học California, Riverside, Hoa Kỳ.